# Daria Kinzer
Daria Kinzer (Aschaffenburg, 1988. május 29. — ) horvát–német énekesnő.
Édesanyja horvát, édesapja német származású. Tizenegy évesen már egy bécsi zeneiskola éltanulója volt, emellett pedig szerepelt a Macskák és a Chicago című musicalekben is. Tanult zongorázni, de a hangsúlyt mindig az éneklésre fektette – olyan remek tanárai voltak, mint például Elly Wright, a “fehér nő fekete hanggal”, vagy Thomas Frank, osztrák színész, a Starmania című tehetségkutató zsűritagja és rendezője – amely műsorban később Daria is részt vett. Az énekesnő konzervatóriumot is végzett.
Számos műfaj – dzsessz, musical – kipróbálása után végül a popzenénél horgonyzott le. Nemzetközi porondról Céline Dion és Mariah Carey a példaképei, a horvát előadók közül pedig Vanna. Számos tévéfelvétel és szólókoncert köthető hozzá. A színház iránti szeretete felnőttkorában sem lankadt – még a Hairben is játszott.
2011. március 5-én megnyerte Horvátország nemzeti döntőjét, így ő képviselheti hazáját a 2011-es Eurovíziós Dalfesztiválon Düsseldorfban, a Lahor című dalával, amit Boris Đurđević és Marina Mudrinić írt neki, majd később egy angol nyelvű verzió is készült a dalhoz Celebrate (magyarul: Ünnepelj) címmel, ami a végleges versenydala lett.

## Fordítás
- Ez a szócikk részben vagy egészben  a   Daria Kinzer című angol Wikipédia-szócikk fordításán alapul.  Az eredeti cikk szerkesztőit annak laptörténete sorolja fel. Ez a jelzés csupán a megfogalmazás eredetét és a szerzői jogokat jelzi, nem szolgál a cikkben szereplő információk forrásmegjelöléseként.